# (9955) 1991 PU11
(9955) 1991 PU11 (1991 PU11, 1967 RG1, 1974 SE3, 1998 SP121) — астероїд головного поясу, відкритий 7 серпня 1991 року.
Тіссеранів параметр щодо Юпітера — 3,584.